# Jutta Paulus
Jutta Paulus (ur. 9 maja 1967 w Gießen) – niemiecka polityk i farmaceutka, deputowana do Parlamentu Europejskiego IX i X kadencji.

## Życiorys
Absolwentka farmacji na Uniwersytecie w Marburgu. W latach 1987–2001 należała do Zielonych, od 1988 do 1990 zasiadała w radzie miejskiej w Marburgu. Pracowała w aptece publicznej, później skoncentrowała się na prowadzeniu rodzinnego przedsiębiorstwa świadczącego usługi laboratoryjne, którym współzarządzała do 2012. Trzy lata wcześniej odnowiła członkostwo w Zielonych. Pełniła różne funkcje w partyjnej strukturze, w 2017 została jednym z dwóch rzeczników ugrupowania w Nadrenii-Palatynacie, a w 2018 dołączyła do kilkunastoosobowej rady Zielonych. Członkini takich organizacji jak Amnesty International i Greenpeace, a także zrzeszenia farmaceutów VDPP.
W wyborach w 2019 z listy Zielonych uzyskała mandat eurodeputowanej IX kadencji. Z powodzeniem ubiegała się o poselską reelekcję w 2024.